# Daniel Rodríguez Crespo
Daniel "Dani" Rodríguez Crespo (Astigarraga, 9 d'agost de 2005) és un futbolista professional basc que juga com a migcampista al Barcelona Atlètic.

## Carrera de club
Nascut a Astigarraga, Guipúscoa, País Basc, Rodríguez va començar la seva carrera a la Reial Societat. El març del 2020, el Barça, també de la primera divisió, va fer una oferta pel jove migcampista, i es va incorporar a l'abril del mateix any. Anteriorment s'havia relacionat amb un possible traspàs al Paris Saint-Germain francès. El 3 de maig de 2025 va ser convocat amb el primer equip per Hansi Flick per al partit de lliga contra el Reial Valladolid. Va jugar el partit com a titular, però va haver de ser substituït per una lesió a l'espatlla al minut 40.

## Carrera internacional
Rodríguez ha representat Espanya a nivell internacional juvenil.  Després de recuperar-se d'un esquinç al lligament del genoll, va protagonitzar el Campionat d'Europa sub-17 de la UEFA 2022 amb la selecció espanyola.

## Palmarès

### FC Barcelona
- 1 Lliga espanyola: 2024-25[9]

Espanya Sub-19
- Campionat d'Europa sub-19 de la UEFA: 2024[10]

Individual
- Equip del Campionat d'Europa sub-19 de la UEFA: 2024[11]